# Phan Như Thạch (thiếu tướng Công an)
Phan Như Thạch (sinh 1954) nguyên Giám đốc Công an Quảng Nam, hàm Thiếu tướng Công an nhân dân Việt Nam, với thâm niên công tác hơn 40 năm trong ngành Công an tại tỉnh Quảng Nam - Đà Nẵng (cũ) và tỉnh Quảng Nam. Từng được biết đến là một chỉ huy cảnh sát điều tra hình sự phá nhiều vụ án lớn.

## Sự nghiệp
Ông sinh năm 1954, quê Bảo An, Điện Quang, Điện Bàn, Quảng Nam. Nguyên tổ của ông là Phan Thủ Lĩnh, từng giữ chức Nghệ An trại chủ đời nhà Trần. Đến đời Phan Nhân Bàn làm quan đến chức Thượng tướng quân cẩm y vệ đô chỉ huy sứ dưới triều Lê Thánh Tông. Năm 1470, Phan Nhân Bàn cầm quân đi đánh dẹp Chiêm Thành, sau đó đưa quân lính và gia đình cũng như chiêu mộ lưu dân vào khai khẩn đất hoang, lập xã, trở thành thủy tổ của họ Phan tại làng Bảo An, nay là xã Điện Quang huyện Điện Bàn tỉnh Quảng Nam.
Theo tường trình của ông đăng trên báo điện tử infonet.vn thì gia đình ông có 3 liệt sĩ (là chị ruột, ba mẹ vợ), bà nội vợ được công nhận là Bà mẹ Việt Nam anh hùng, vợ và anh trai là thương binh, bản thân ông đã làm việc hơn 40 năm trong ngành công an.
Sớm gia nhập lực lượng Công an, ông lần lượt thăng tiến trong ngành điều tra hình sự. Đầu năm 1994, khi đang là Thiếu tá, Trưởng phòng Cảnh sát Điều tra Công an tỉnh Quảng Nam - Đà Nẵng, ông được cử làm Phó ban Thường trực chuyên án phá băng cướp bịt mặt trên Quốc lộ 1. Sau khi chuyên án được phá, tập thể Ban chuyên án được Chủ tịch nước tặng Huân chương Chiến công hạng Ba; ngoài ra ông còn được Thủ tướng tặng Bằng khen.
Tháng 4 năm 1999, khi đang là Thượng tá, Phó Giám đốc Công an tỉnh Quảng Nam, Thủ trưởng Cơ quan Cảnh sát Điều tra, ông được cử làm Trưởng ban chỉ đạo chuyên án C889 phá băng cướp Thanh "sứt" tại các bãi vàng Phước Sơn.
Năm 2008, ông được bổ nhiệm làm Giám đốc Công an tỉnh Quảng Nam. Trước khi được bổ nhiệm vào chức vụ này, ông là Tỉnh ủy viên, Đại tá, Phó Giám đốc Công an tỉnh, phụ trách khối cảnh sát. Ông được thăng cấp Thiếu tướng năm 2010.
Ông nghỉ hưu tháng 9 năm 2014.

## Xây nhà trái phép tại núi Hải Vân
Ông Thạch đã cho xây dựng một biệt thự ba tầng bất hợp pháp tại khu vực núi Hải Vân ở P. Hòa Hiệp Bắc, Q. Liên Chiểu. Vì việc này, ông Thạch ngày 2.4.2015 bị xử phạt 22,5 triệu đồng, đồng thời bị buộc tháo dỡ toàn bộ công trình xây dựng vi phạm. Thời hạn tháo dỡ biệt thự trái phép là trong vòng 35 ngày kể từ ngày nhận quyết định.  Đại gia vàng Ngô Văn Quang tuy cũng bị xử tương tự cùng lúc, nhưng 7 năm sau công trình biệt thự của ông vẫn chưa được tháo dỡ xong. 